# Elleanthus norae
Elleanthus norae är en orkidéart som beskrevs av Leslie Andrew Garay och Galfrid Clement Keyworth Dunsterville. Elleanthus norae ingår i släktet Elleanthus och familjen orkidéer. Inga underarter finns listade i Catalogue of Life.